# 佩德羅二世 (阿拉貢)

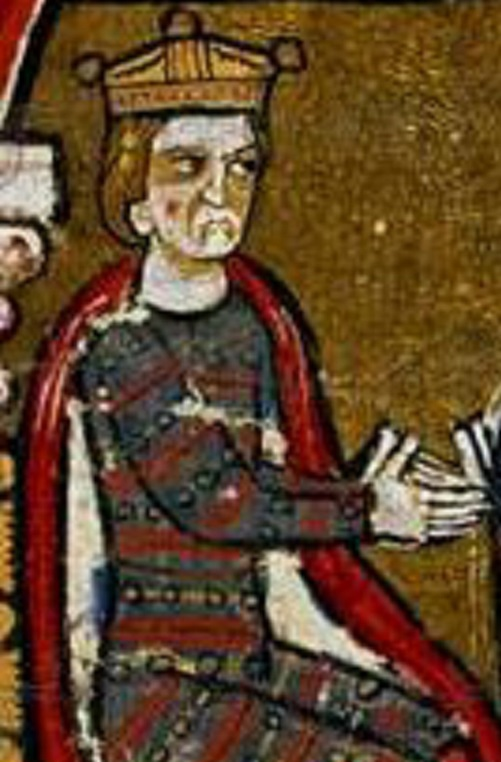
佩德羅二世在1198年2月坐在王位進行封建行為的畫像。這是國王唯一的畫像。Liber feudorum Ceritaniae (1200-1209), pg. 64v.

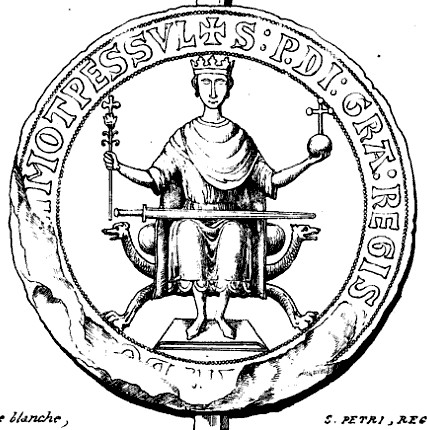
佩德羅二世

佩德羅二世（1178年7月—1213年9月12日），亞拉岡國王及巴塞羅那伯爵（1196年－1213年）。

## 生平
佩德羅二世於1178年在韋斯卡出生，是亞拉岡國王阿方索二世與他的妻子卡斯蒂利亚的桑查的長子。1205年，佩德羅二世承認教宗在封建制度至高無上的地位，並在羅馬被教宗諾森三世加冕，誓言捍衛天主教信仰（因此他被稱為“虔誠的”）。他是亞拉岡第一位被教宗加冕的國王。
在十三世紀的第一個年代裡，他制定了一本名叫"Liber feudorum Ceritaniae"對於塞尔达尼亚、孔夫朗及魯西永的泥金裝飾手抄本。
1204年6月15日，佩德羅二世迎娶蒙彼利埃的威廉八世的女兒及繼承人蒙彼利埃的瑪麗，成為了她的第三任丈夫。她為佩德羅二世生下一名兒子海梅，但是佩德羅二世很快就與她斷絕關係。瑪麗因為虔誠和婚姻上的痛苦而受到人們的普遍尊敬，成為聖人，但從未被封聖。她於1213年在羅馬逝世。
根據克里斯蒂安尼克（Christian Nique）的記載，瑪麗也許於1205年10月在科利烏爾（Collioure）為佩德羅二世生下一名女兒“桑查”（Sancha）。（根據其他記載，“桑查”出生於1206年；根據馬克·格雷戈里·佩格是於1208年，但是1208年2月更有可能是孩子的出生年份）。根據尼克的說法，桑查在出生後數天便與圖盧茲伯爵拉蒙六世的兒子拉蒙七世訂婚（消息來源對訂婚時間意見不一）。尼克引用1850年發現的文件說，婚姻條約包括瑪麗的遺產蒙彼利埃，如果佩德羅二世遇到不測，馬上就要把蒙彼利埃交給桑查，瑪麗最初也不同意，但最終在幾個月後同意，並提及她因為受壓下才同意。然而，根據尼克的資料，孩子的弟弟海梅沒有提到桑查，桑查顯然在新年之前已經逝世。
佩德羅二世於1212年參加了拉斯纳瓦斯-德托洛萨会战，這戰役標誌著伊比利亞半島穆斯林統治的轉折點。
亞拉岡聯合王國的轄地廣佈於現在法國西南部地區，但那個時期是在當地諸侯諸如圖盧茲伯爵等統治之下。卡特里派或阿爾比派拒絕接受天主教的權威和教導。當法國國王腓力二世鎮壓阿爾比派時，他們被認為是無辜的。在西蒙·德·蒙特福特的領導下，發起了一場運動－阿爾比十字軍。阿爾比十字軍於1202年開始，導致不論是卡特里派教徒或天主教徒的大約2萬名男子、婦女和兒童被屠殺。二十年來，軍事行動基本上摧毀了以前繁榮的歐西塔尼亞文明，並於1229年將該地區牢牢地置於法國國王和法國北部的卡佩王朝控制之下。
佩德羅二世於1212年秋天從納瓦斯－德托洛薩回來，發現西蒙·德·蒙特福特征服圖盧茲，並流放了佩德羅二世的妹夫和附庸諸侯圖盧茲伯爵拉蒙六世。佩德羅二世穿越比利牛斯山脈於1213年9月抵達米雷，與蒙特福特的軍隊對抗。佩德羅二世在圖盧茲伯爵拉蒙六世陪同下出戰，拉蒙六世試圖說服佩德羅二世避免戰鬥，建議餓死蒙福特的部隊，但是這個建議被拒絕。
米雷之戰於1213年9月12日開始。亞拉岡部隊在蒙特福特的部隊攻擊下瓦解。佩德羅二世本人深陷於戰鬥之中，並因為一次愚蠢的虛張聲勢中被殺。佩德羅二世被扔在地上被殺死。當國王佩德羅二世被殺時，亞拉岡軍隊驚慌失措，蒙特福特的十字軍取得勝利。
亞拉岡王國的諸侯、圖盧茲的貴族被擊敗。這場衝突最終於1229年的“莫城－巴黎條約”中達成了共識。在這個協議中，奧克西坦領土與法國王室領土的聯合得到了確定。
佩德羅二世死後，王位傳給了他唯一的兒子－蒙彼利埃的瑪麗所誕下的（征服者）海梅一世。